# 紅樹林國家公園

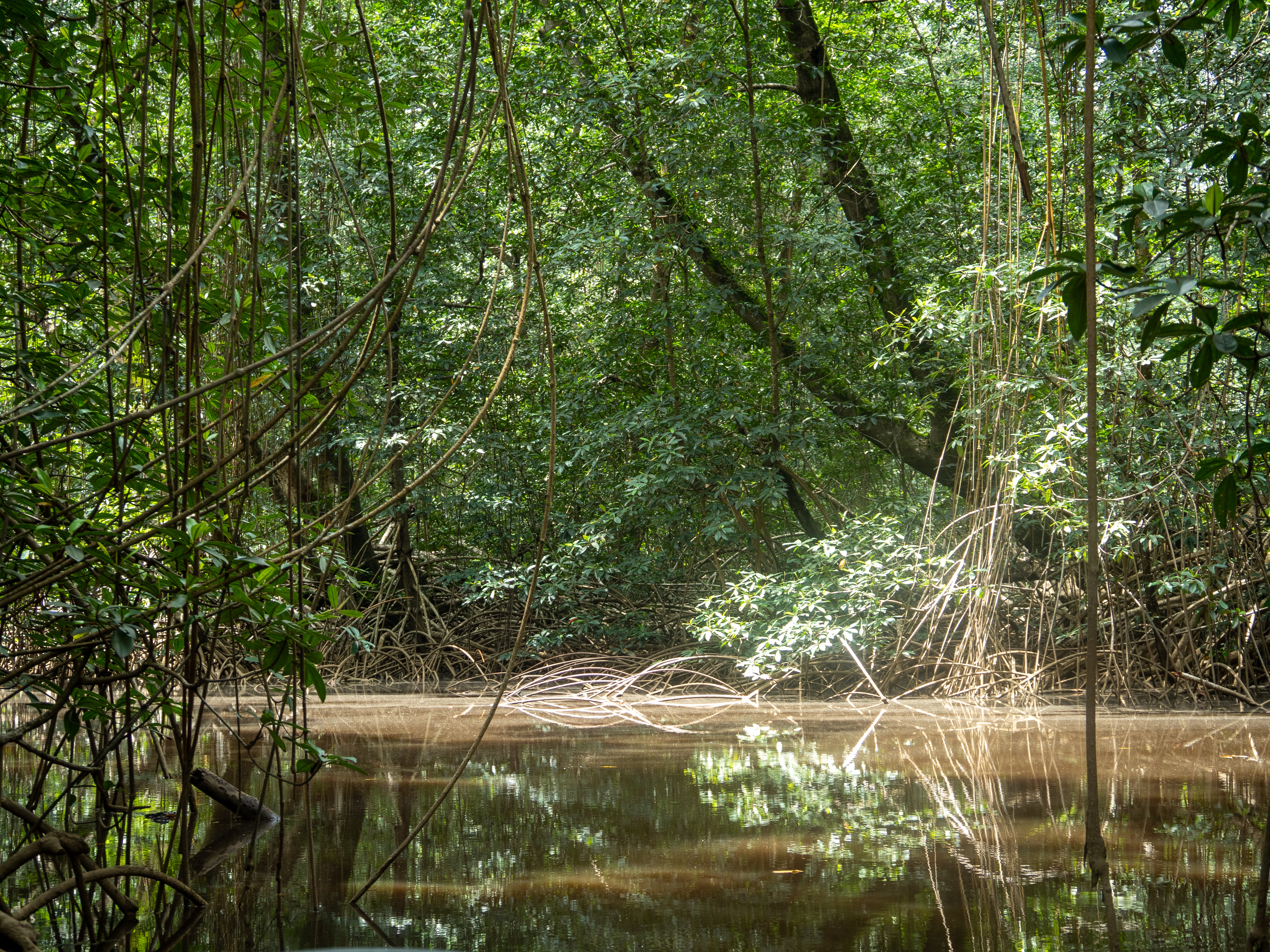

5°45′S 12°45′E / 5.750°S 12.750°E
紅樹林國家公園（法語：Parc marin des Mangroves），是剛果民主共和國的國家公園，位於該國西部剛果河河口，成立於1992年，面積768平方公里，被载入《拉姆薩公約》，是國際重要濕地。